# Fanny Targioni Tozzetti
Fanny Ronchivecchi coniugata Targioni Tozzetti (Firenze, 9 maggio 1801 – Firenze, 29 marzo 1889) è stata una nobildonna italiana, moglie del medico e botanico Antonio Targioni Tozzetti, animatrice di un salotto letterario in via Ghibellina.
(Giacomo Leopardi, Il pensiero dominante, vv. 130-135, dal Ciclo di Aspasia)

## Biografia

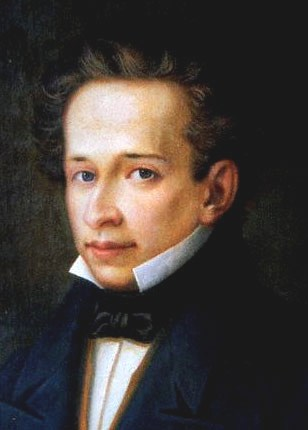
Giacomo Leopardi

Nata Francesca Ronchivecchi, figlia di Luigi Ronchivecchi e di Teresa Manzi, sposò il professor Antonio Targioni Tozzetti, dal quale ebbe tre figlie, Giulia, Adele e Teresa. La loro casa fiorentina di via Ghibellina era aperta a letterati e artisti fiorentini e l'avvenenza e la spigliatezza le procurarono la fama di donna leggera e facile agli amori.
Fu famosa, nella società fiorentina, per la bellezza e per le frequentazioni letterarie, che attirarono su di lei voci e pettegolezzi. Su di lei si appuntò la passione, non corrisposta, di Giacomo Leopardi, che dissimulò la sua figura sotto lo pseudonimo di Aspasia – la celebre sapiente milesia, concubina e poi moglie di Pericle – nell'omonima poesia.
Fanny Targioni Tozzetti morì a Firenze nel 1889 e venne sepolta nel Cimitero Monumentale della Misericordia dell'Antella a Bagno a Ripoli.

## Un amore leopardiano
Alessandro Poerio la presentò a Leopardi il 10 maggio 1830, poco dopo l'arrivo del poeta a Firenze. Così il Poerio la descriveva al comune amico Antonio Ranieri:
(Lettera di Alessandro Poerio ad Antonio Ranieri, 18 maggio 1830)
La Targioni Tozzetti collezionava autografi di personaggi illustri e Leopardi si preoccupò di procurargliene un buon numero dai propri corrispondenti, come Pietro Colletta, o gli editori Pietro Brighenti, Antonio Stella e Gian Pietro Vieusseux, e si attivò per farle ottenere qualche scritto di Vittorio Alfieri, di Ippolito Pindemonte, di Vincenzo Monti, di Saverio Bettinelli, di Melchiorre Cesarotti e di Alphonse de Lamartine. Questo interesse per autografi di personaggi illustri è alla base di una scena del film Il giovane favoloso, in cui Leopardi consegna a Fanny l'autografo di Vittorio Alfieri. Tanto pressante attivismo, testimoniato dalle sue lettere, per soddisfare le richieste della signora, fa ritenere che egli cercasse così di guadagnarsi la benevolenza di Fanny.
Dal carteggio tra Ranieri e la donna, risulterebbe che la donna né lo corrispose né ebbe mai da Leopardi la rivelazione dei suoi veri sentimenti. Pare, anzi, che i suoi interessi sentimentali propendessero più per l'esule napoletano Ranieri che per il poeta di Recanati.
Nel ventesimo secolo alcuni studiosi, tra cui Marcus de Rubris, hanno preteso che non fosse Fanny l'ispiratrice del celebre Ciclo di Aspasia. De Rubris, facendo leva sul fatto che il carteggio tra Leopardi e la donna proseguì in modo amichevole dopo il soggiorno fiorentino del poeta recanatese, e riconoscendo nella poesia Aspasia alcune spie testuali che rimanderebbero a una dimora di «ben altro fastigio» rispetto a quella dei Targioni, sostiene che sotto lo pseudonimo di Aspasia si celi in realtà la contessa Carlotta Lenzoni.

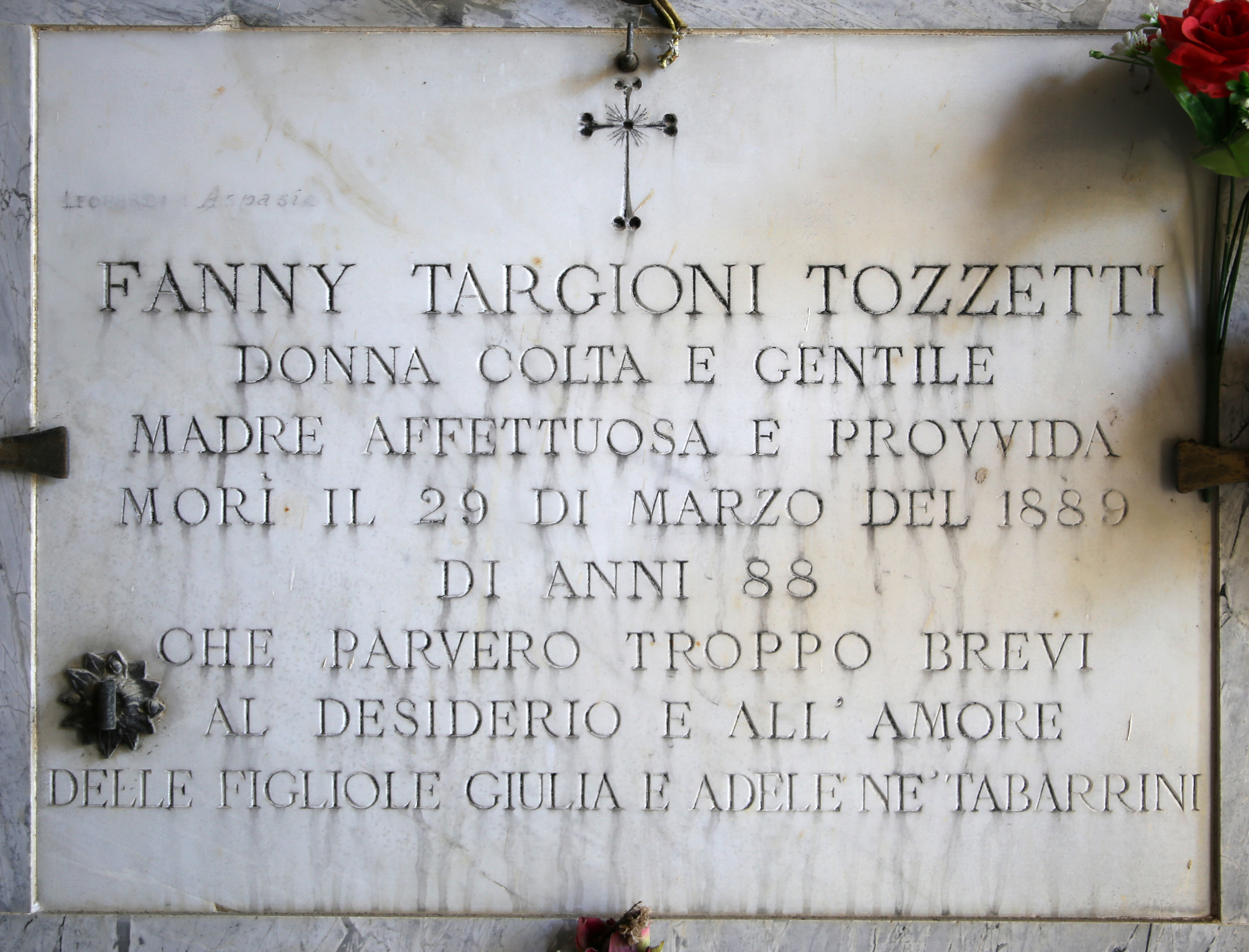
Lapide di Fanny Targioni Tozzetti nel cimitero dell'Antella (FI)

La Targioni commentò così col Ranieri la morte di Leopardi avvenuta nel 1837:

## Il ciclo di Aspasia

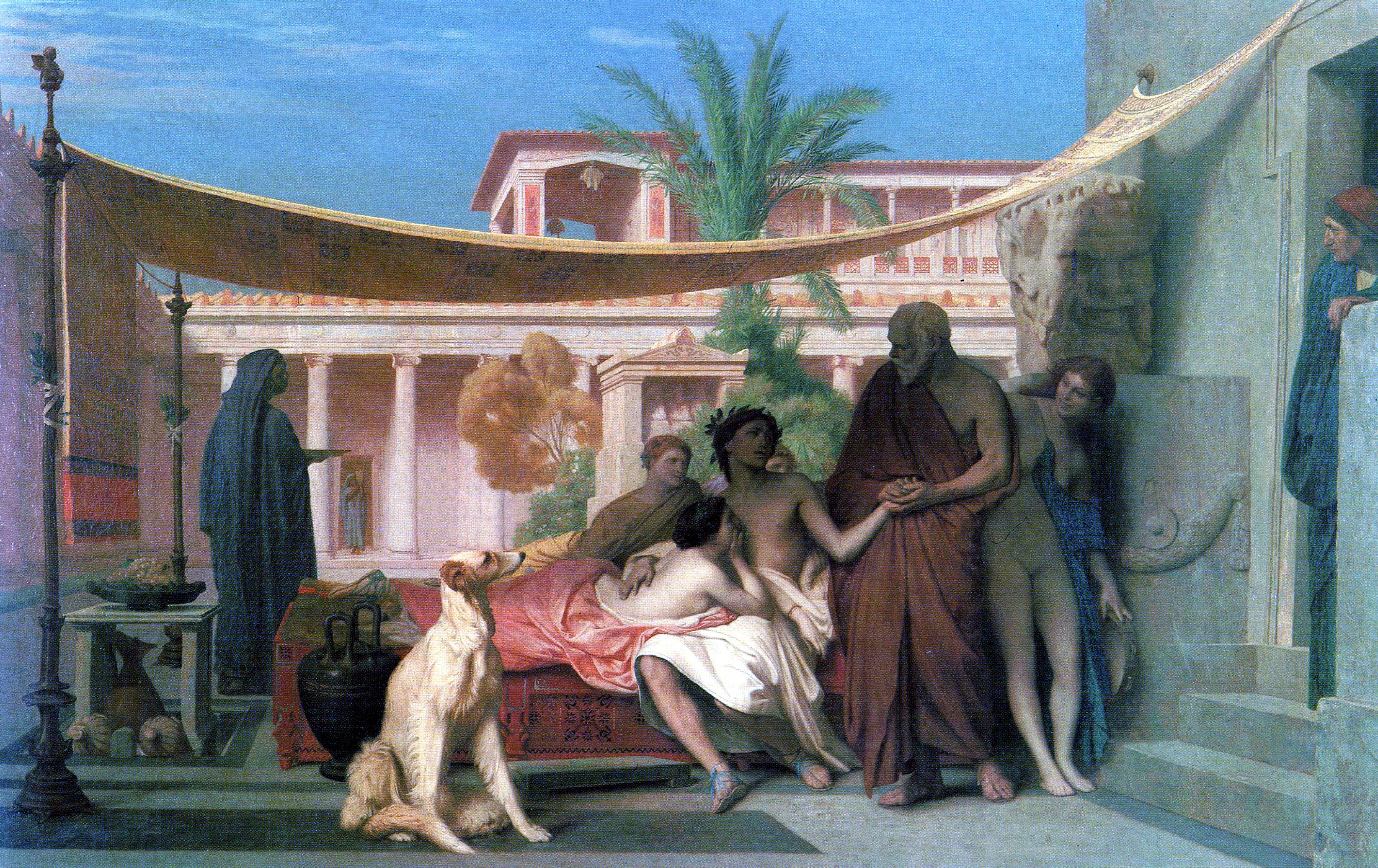
Socrate e Alcibiade nella dimora di Aspasia di Mileto. Dipinto di Jean-Léon Gérôme (1861).

Leopardi rimase profondamente colpito da questa traumatica vicenda d'amore e da quest'esperienza trasse ispirazione per il cosiddetto Ciclo di Aspasia, una serie di componimenti poetici (Il pensiero dominante, Amore e Morte, Consalvo, A se stesso, Aspasia), con temi principali l'amore e la morte, nonché la caduta e la vanità di ogni illusione, nei versi di A se stesso (dove questa disillusione amorosa viene universalizzata in un'accusa contro la natura, potere che, ascoso, a comun danno impera, e nel passo finale sulla infinità vanità del tutto).

### Lo pseudonimo
Il titolo della poesia si riferisce ad Aspasia, una colta e autorevole donna ionia, nata a Mileto ma vissuta ad Atene. Aspasia fu amante, consigliera autorevole e infine sposa di Pericle. Una parte della tradizione letteraria l'ha descritta nei panni di un'etera.
Aspasia diventa lo pseudonimo letterario sotto il quale il poeta nasconde l'identità di Targioni Tozzetti in una delle liriche del ciclo, intitolata appunto Aspasia. A differenza delle altre, questa poesia, ultima composizione della serie, fornisce un'immagine negativa della nobildonna e dell'amore.